# Monumento a Indro Montanelli
Il monumento a Indro Montanelli è una scultura dello scultore Vito Tongiani realizzata in bronzo dorato posta nei giardini pubblici di Milano, intitolati a Montanelli stesso.

## Descrizione

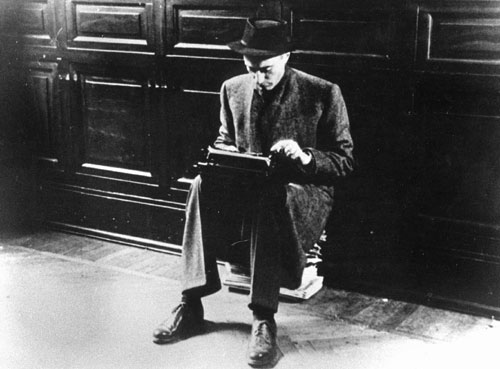
Fotografia del 1940 a cui è ispirata la statua

La statua ritrae il giornalista intento ad utilizzare una macchina da scrivere Olivetti MP1, riprendendo la posizione da una nota fotografia del 1940 di Fedele Toscani in cui Montanelli stava scrivendo a macchina seduto su una pila di giornali in un corridoio della sede del Corriere della Sera. Nella foto Montanelli porta un cappello, che nella statua è invece appoggiato alla sua destra; l'idea era di mostrare la testa e «meglio metterla a nudo, per evidenziare quel cervello concentrato per tanta potenza».
Il monumento fu posto nei giardini pubblici di Porta Venezia, intitolati a Montanelli nel 2002, un anno dopo la morte del giornalista, all'interno di uno spazio delimitato da un muretto che intende simboleggiare La Stanza di Montanelli, nome di una sua nota rubrica.
Montanelli era solito passeggiare in quei giardini e la posizione scelta è poco distante da dove, nel giugno 1977, subì un attentato da parte delle Brigate Rosse.
Sul piedistallo è presente l'incisione «INDRO MONTANELLI / GIORNALISTA».

## Inaugurazione e critiche
L'inaugurazione ebbe luogo il 22 aprile 2006 da parte del sindaco Gabriele Albertini.
La statua fu oggetto di critiche a causa della nota avversione che Montanelli, in vita, nutriva per le celebrazioni e le statue; il fotografo Oliviero Toscani affermò che «con questa statua è come se l'avessero gambizzato una seconda volta», mentre Elio Fiorucci affermò che «sono riusciti a fargli da morto quel che da vivo non era riuscito a nessuno, neppure a Berlusconi: metterlo in gabbia». Il sindaco difese la scelta, dicendo di aver agito in accordo con la compagna e con la nipote di Montanelli.

## Contestazioni
La statua è stata più volte oggetto di contestazioni. Nel febbraio 2012 fu imbrattata con vernice rossa e vi fu rinvenuta una finta bomba. Nell'aprile 2018 furono apposte scritte inerenti al controverso rapporto di madamato che Montanelli ebbe in Etiopia nel 1935, all'età di 26 anni, con una ragazzina eritrea di 12 anni. L'8 marzo 2019 il monumento fu imbrattato con vernice rosa durante lo svolgimento del corteo femminista per la Giornata internazionale della donna; la statua venne ripulita il giorno successivo senza aver subito danni. Nel giugno 2020 un gruppo di attivisti ha richiesto al sindaco Giuseppe Sala la rimozione della statua in concomitanza con le manifestazioni antirazziste seguite alla morte di George Floyd; il 13 giugno 2020 la statua è stata nuovamente imbrattata con vernice rossa.